# Landhaus Kurt Keller
Das Landhaus für Kurt Keller liegt im Stadtteil Niederlößnitz des sächsischen Radebeul, in der Terrassenstraße 1. Das Gebäude wurde von dem Chemnitzer Architekten Otto Stäber 1908/1909 für den Rentier Kurt Keller errichtet.

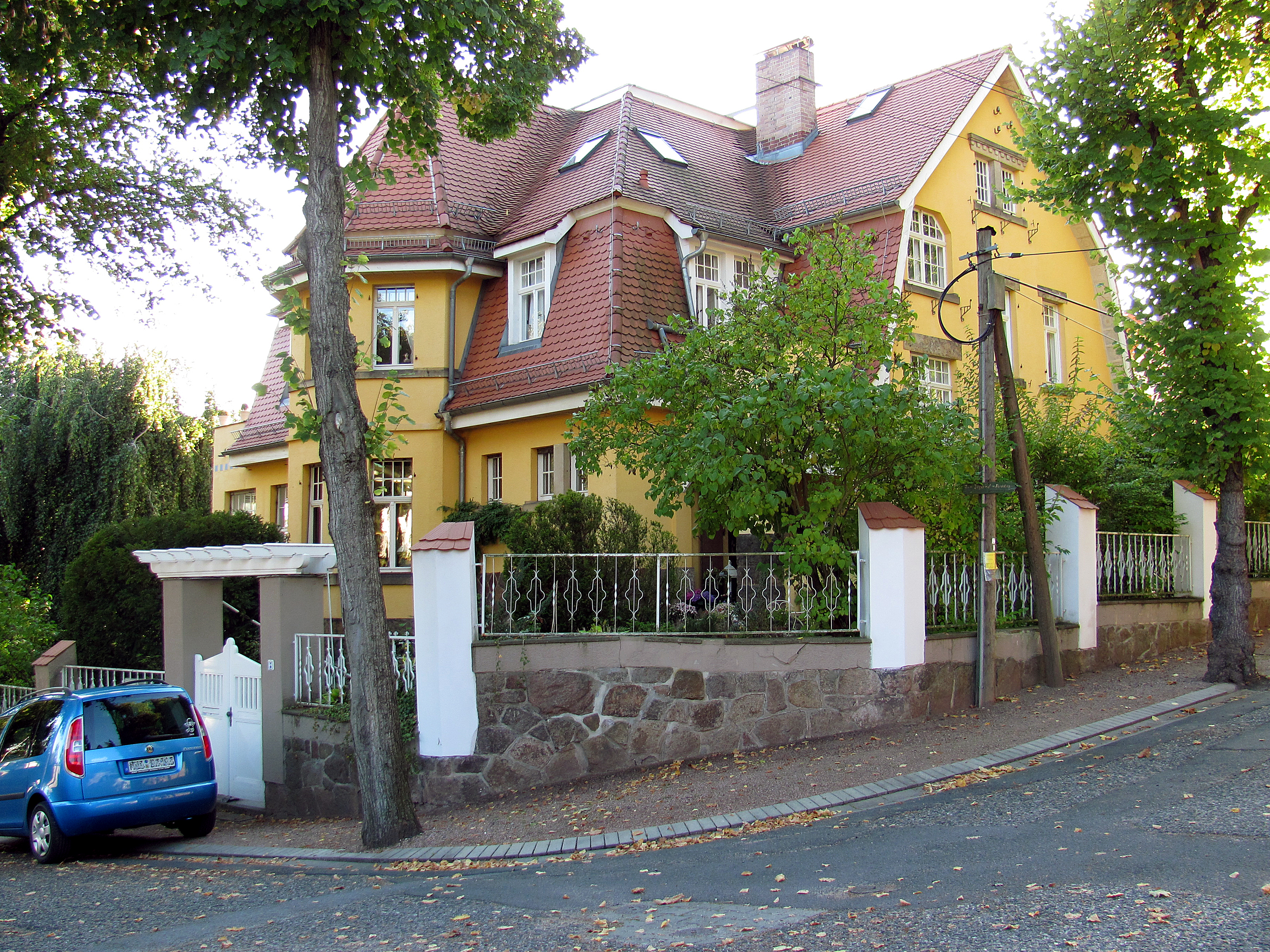
Landhaus Kurt Keller

## Beschreibung
Das „malerisch bewegte Landhaus mit sehr unterschiedlich gebildeten Ansichten“ liegt in einer Hanglage, inmitten des Denkmalschutzgebiets Historische Weinberglandschaft Radebeul. Das Eckgrundstück entsteht durch die dort abknickende Terrassenstraße.
Der eingeschossige Putzbau hat ein Souterraingeschoss zum Hang hin sowie ein stark ausgebautes, abgeplattetes Walmdach. Dieses ist mit Biberschwänzen gedeckt und wird auf der Traufunterseite durch Untertraufmalerei verziert.
Der mitsamt Einfriedung und Pforte denkmalgeschützte Bau hat in der Hauptansicht einen polygonalen, zweigeschossigen Mittelrisaliten mit Zeltdach, in beiden Seitenansichten befinden sich mansardartig geknickte Giebel und in der Rückansicht steht ein Zwerchhaus mit einem hohen dreieckigen Giebel.
In der rechten Seitenansicht befindet sich vor dem Giebel ein Eingangsvorbau, obenauf mit einem Austritt aus dem Dach. In der linken Seitenansicht finden sich eine Terrasse sowie ein Söller vor einer Loggia. Die Fenster auf allen Seiten haben unterschiedliche Formen bis hin zu Ovalfenstern.

## Geschichte
Kurt Keller, auch Curt Richard Georg Eduard Keller-Hartmann (* 16. April 1861 in Chemnitz; † 4. Februar 1915 in Niederlößnitz) ließ sich, aus Weimar zuziehend, in Niederlößnitz einen Ruhesitz errichten. Im Niederlößnitzer Adressbuch taucht dabei der Name Kurt Keller (Rentier) erstmals 1912 auf, ab 1913 der Doppelname Keller-Hartmann. Der Sohn des Königlich-Sächsischen Kommerzienrates Georg Eduard Keller († Dresden) und seiner Ehefrau Laura Colestine Keller-Hartmann, geb. Hartmann (Schwester von Gustav Hartmann), war damit ein Enkel des bedeutenden sächsischen Industriellen und Eisenbahnpioniers Richard Hartmann. Nach dem frühen Tod seiner Braut blieb Kurt Keller ledig und betrieb das väterliche Rittergut in Löbau.
Ab 1916 taucht als neuer Hausbesitzer Eduard Keller-Hartmann auf, Fabrikbesitzer in Ziegenrück, wohnhaft jedoch in Großenhain.